# Гутин, Борис Михайлович
Борис Михайлович Гутин (род. 2 сентября 1953, д. Ертарка, Тугулымский район, Свердловская область, РСФСР, СССР) — советский и российский деятель органов государственной безопасности, внутренних дел и таможенной службы, российский государственный деятель. Заместитель председателя Государственного таможенного комитета Российской Федерации с 17 июля 2000 по 22 июня 2004. Член Совета Федерации Федерального собрания Российской Федерации — представитель от законодательной власти Ямало-Ненецкого автономного округа с 2 июня 2004 по 26 мая 2006. Генерал-полковник таможенной службы (2002).

## Биография
Родился 2 сентября 1953 года в деревне Ертарка (ныне — посёлок Ертарский) Тугулымского района Свердловской области.
В 1972 году окончил Свердловский (ныне — Екатеринбургский) техникум химического машиностроения, в 1978 году — Свердловский юридический институт имени Р. А. Руденко, в 1988 году — Высшую школу КГБ СССР имени Ф. Э. Дзержинского.
Трудовую деятельность начал в 1972 году техником-конструктором Уральского завода химического машиностроения в Свердловске. С 1972 по 1974 год проходил срочную службу в рядах Советской армии.
С 1978 по 1985 год — служба в органах внутренних дел в Москве.
С 1985 по 1990 год — служба в органах государственной безопасности, курировал внешнюю торговлю СССР, борьбу с контрабандой и контрразведывательное обеспечение таможни.
С 1990 по 1991 год — начальник Управления по борьбе с контрабандой и научно-технического прогресса (НТП) Главного управления государственного таможенного контроля (ГУГТК) при Совете министров СССР.
В 1991 году — начальник Управления по борьбе с контрабандой и НТП Таможенного комитета СССР.
С 1991 по 1997 год — исполнительный директор, заместитель генерального директора, вице-президент ЗАО «ИЛТС» — «Международной ассоциации по правовым и налоговым вопросам».
С 1997 по 17 июля 2000 год — начальник Управления собственной безопасности Государственного таможенного комитета Российской Федерации.
С 17 июля 2000 по 22 июня 2004 год — заместитель председателя Государственного таможенного комитета Российской Федерации.
Указом Президента Российской Федерации от 23 октября 2002 года присвоено специальное звание «генерал-полковник таможенной службы».
С 2 июня 2004 по 26 мая 2006 год— член Совета Федерации Федерального собрания Российской Федерации — представитель от законодательной власти Ямало-Ненецкого автономного округа. Член комитета Совета Федерации по делам Севера и малочисленных народов, член Комиссии Совета Федерации по взаимодействию со Счётной палатой Российской Федерации.

## Семья
Женат на однокурснице по юридическому институту Марине Николаевне Рыжковой (род. 22.10.1956) — дочери Николая Рыжкова — бывшего Председателя Совета министров СССР.
Сын — Николай (род. 11.02.1983). Назван в честь деда, выпускник Академии МВД России. Служил в милиции, дослужился до капитана, после увольнения из органов внутренних дел занялся бизнесом.
Дочь — Людмила (род. 6.12.1986). По образованию врач, замужем за Владимиром Бабичевым, бывшим начальником Тверской таможни и экс-мэром Твери. Трое детей.

## Награды
- Орден Почёта
- Медаль «В память 850-летия Москвы»
- Медаль «70 лет Вооружённых Сил СССР»
- Награжден многими государственными и ведомственными медалями СССР и Российской Федерации